# Umbulharjo
Umbulharjo is een onderdistrict (kecamatan) in Jogjakarta, de hoofdstad van het gelijknamige bijzonder district, op het Indonesische eiland Java.
Giwangan, Mujamuju, Pandeyan, Semaki, Sorosutan, Tahunan en Warungboto zijn kelurahan in Umbulharjo.
Danurejan · Gedongtengen · Gondokusuman · Gondomanan · Jetis · Kotagede · Kraton · Mantrijeron · Mergangsan · Ngampilan · Pakualaman · Tegalrejo · Umbulharjo · Wirobrajan